# Monako na Zimowych Igrzyskach Olimpijskich 2010

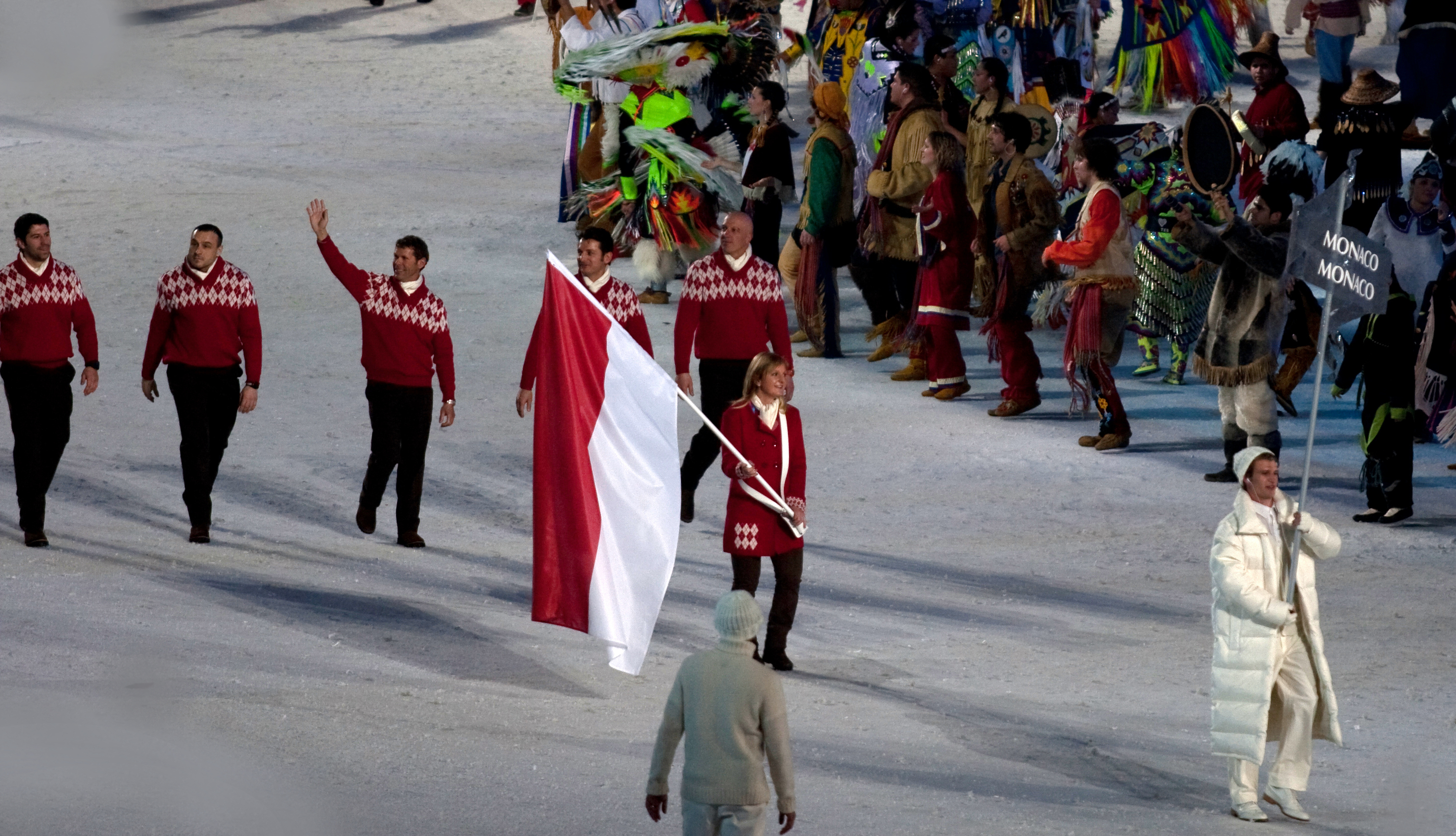
Reprezentacja Monako podczas ceremonii otwarcia igrzysk olimpijskich w Vancouver

Monako na Zimowych Igrzyskach Olimpijskich 2010 – występ kadry sportowców reprezentujących Monako na igrzyskach olimpijskich w Vancouver w 2010 roku.
W kadrze znalazło się troje zawodników – dwóch mężczyzn i jedna kobieta. Reprezentanci Monako wystąpili w pięciu konkurencjach w dwóch dyscyplinach sportowych – bobslejach i narciarstwie alpejskim.
Funkcję chorążego reprezentacji Monako podczas ceremonii otwarcia igrzysk w Vancouver pełniła alpejka Alexandra Coletti, a podczas ceremonii zamknięcia flagę Monako niósł bobsleista Patrice Servelle. Reprezentacja Monako weszła na stadion olimpijski jako 54. w kolejności – pomiędzy ekipami z Mołdawii i Mongolii.
Był to 8. start reprezentacji Monako na zimowych igrzyskach olimpijskich i 27. start olimpijski, wliczając w to letnie występy.

## Skład reprezentacji

### Bobsleje
| Konkurencja           | Zawodnik                           | Zjazd 1 | Zjazd 1 | Zjazd 2 | Zjazd 2 | Zjazd 3 | Zjazd 3 | Zjazd 4 | Zjazd 4 | Łącznie | Łącznie |
| Konkurencja           | Zawodnik                           | Czas    | Miejsce | Czas    | Miejsce | Czas    | Miejsce | Czas    | Miejsce | Czas    | Miejsce |
| --------------------- | ---------------------------------- | ------- | ------- | ------- | ------- | ------- | ------- | ------- | ------- | ------- | ------- |
| Ślizg dwójek mężczyzn | Patrice Servelle Sébastien Gattuso | 52,96   | 20.     | 52,61   | 13.     | 52,71   | 18.     | 52,56   | 15.     | 3:30,84 | 19.     |

### Narciarstwo alpejskie
| Konkurencja            | Zawodnik          | Zjazd 1 | Zjazd 1 | Zjazd 2 | Zjazd 2 | Łącznie | Łącznie |
| Konkurencja            | Zawodnik          | Czas    | Miejsce | Czas    | Miejsce | Czas    | Miejsce |
| ---------------------- | ----------------- | ------- | ------- | ------- | ------- | ------- | ------- |
| Zjazd kobiet           | Alexandra Coletti | —       | —       | —       | —       | 1:48,92 | 24.     |
| Slalom gigant kobiet   | Alexandra Coletti | DNF     | DNF     | NQ      | NQ      | DNF     | DNF1    |
| Supergigant kobiet     | Alexandra Coletti | —       | —       | —       | —       | 1:24,56 | 25.     |
| Superkombinacja kobiet | Alexandra Coletti | 1:26,74 | 16.     | 47,07   | 23.     | 2:13,81 | 19.     |